# María Belén Pérez Maurice
María Belén Pérez Maurice (n. 12 iulie 1985, San Nicolás de los Arroyos⁠(d), Buenos Aires, Argentina) este o scrimeră argentiniană specializată pe sabie, campioana panamericană în 2014.

## Carieră
S-a apucat de scrimă la vârsta de 13 ani la îndemnul mamei ei, care era ea însăși o scrimeră amatoare. Nu i-a plăcut ramura sportivă la prima vedere, dar s-a interesat după ce a obținut prima sa victorie. Tatăl său fiind un colonel în armata argentiniană, s-a antrenat la Cercul Militar de la Buenos Aires sub îndrumarea lui Lucas Saucedo, care rămâne antrenorul său până în prezent.
Primii pași la scrimă s-au făcut la floretă, o armă la care a ajuns în sferturile de finală la etapa de Cupa Mondială de la Buenos Aires din 2006, apoi ea a schimbat pentru sabia în sezonul 2006-2007. În paralel a început o carieră de manechin, dar a trebuit să-și înceteze activitatea din lipsă de timp. În sezonul 2010-2011 a câștigat două turnee satelite și a cucerit o medalie de bronz la Campionatul Panamerican de la Reno. 
S-a calificat la Jocurile Olimpice din 2012 de la Londra ca una dintre cele două scrimere mai bine clasate din America. Astfel a fost prima scrimeră argentiniană calificată la Jocurile Olimpice prin clasamentul FIE. A pierdut în turul întâi cu italianca Gioia Marzocca și s-a clasat pe locul 21.
În sezonul 2013-2014 a fost laureată cu aur la Campionatul Panamerican după ce a învins-o pe campioana olimpică, americanca Mariel Zagunis.

## Legături externe
- es  Prezentare la Comitetul Olimpic din Argentina
- en María Belén Pérez Maurice la Olympedia.org